# Daniel Brainard
Pour les articles homonymes, voir Brainard.
Daniel Brainard, né le 15 mai 1812 à Whitesboro (New York) et mort le 10 octobre 1866 à Chicago, est un chirurgien américain, fondateur du Rush Medical College.

## Biographie
Diplômé du Jefferson Medical College de Philadelphie en 1834, Brainard s'installe à Chicago en 1836 où il crée un cabinet médical. Il demande peu après à la législature de l'État de l'Illinois une charte pour ce qui deviendra le Rush Medical College. La charte est accordée le 2 mars 1837. Brainard choisit le nom de l'école en hommage à Benjamin Rush, le seul médecin qui a signé la Déclaration d'indépendance.
Brainard s'est fait une réputation à Chicago en réussissant à amputer au niveau de l'articulation de la hanche la jambe d'un employé blessé, première opération de ce type aux États-Unis. Parmi ses autres réalisations, il est le premier chirurgien de la ville, le rédacteur en chef de lIllinois Medical and Surgical Journal, le promoteur du premier hôpital général de la ville, puis du premier hôpital de comté. Il a également été organisateur pour les sociétés médicales du comté et de l'État.
Président et professeur de chirurgie au Rush Medical College de sa fondation jusqu'à sa mort à 54 ans du choléra, un sujet sur lequel il avait enseigné quelques heures avant de succomber lui-même à la maladie, il s'est présenté à la mairie de Chicago en 1858.

## Publications
- Essay on a new method of treating ununited fractures and certain deformities of the osseous system, 44 p., New York : Godwin, 1854